# Prodigious
Prodigious, född 29 september 2003, är en fransk varmblodig travhäst. Han tränades och kördes av Jean-Philippe Dubois.
Prodigious började tävla i september 2006 och inledde med en andraplats för att därefter ta sin första seger i tredjestarten. Han sprang under sin karriär in 644 130 euro på 61 starter, varav 8 segrar, 14 andraplats och 6 tredjeplats. Han tog tog karriärens största seger i Critérium Continental (2007). Han vann även Prix Octave Douesnel (2007) och Prix Ovide Moulinet (2008). Han kom även på andraplats i Prix de Croix (2008), Prix Ténor de Baune (2008), Prix de Beaugency (2010), Prix de La Ville de Caen (2010), Prix de Bruxelles (2010) och på tredjeplats i Critérium des 4 ans (2007), Prix du Luxembourg (2009), Prix de l'Union Européenne (2009) och Prix de Washington (2010).

## Statistik
| Statistik för Prodigious (Ref.) | Statistik för Prodigious (Ref.) | Statistik för Prodigious (Ref.) | Statistik för Prodigious (Ref.) | Statistik för Prodigious (Ref.) | Statistik för Prodigious (Ref.) |
| ------------------------------- | ------------------------------- | ------------------------------- | ------------------------------- | ------------------------------- | ------------------------------- |
| Starter                         | Placeringar                     | Startprissumma                  | Segerprocent                    | Platsprocent                    | Rekord                          |
| 61                              | 8-14-6                          | 644 130 euro                    | 13 %                            | 46 %                            | 1.11,1ak,                       |

### Större segrar
| År   | Lopp                  | Kusk                 | Vinstbelopp | Grupp   |
| ---- | --------------------- | -------------------- | ----------- | ------- |
| 2007 | Prix Octave Douesnel  | Jean-Philippe Dubois | 50 000 EUR  | Grupp 2 |
| 2007 | Critérium Continental | Jean-Philippe Dubois | 120 000 EUR | Grupp 1 |
| 2008 | Prix Ovide Moulinet   | Jean-Philippe Dubois | 50 000 EUR  | Grupp 2 |